# Кашина Сант'Анђело (Бергамо)
Кашина Сант'Анђело је насеље у Италији у округу Бергамо, региону Ломбардија.
Према процени из 2011. у насељу је живело 35 становника. Насеље се налази на надморској висини од 148 м.